# GSC1876-590
GSC1876-590 — хімічно пекулярна зоря спектрального класу B9, що має видиму зоряну величину в смузі V приблизно 12,4.